# Reznek
A reznek, vagy reznektúzok, reznek-túzok (Tetrax tetrax) a madarak (Aves) osztályának a túzokalakúak (Otidiformes) rendjébe a túzokfélék (Otitidae) családjába tartozó Tetrax nem egyetlen faja.

## Előfordulása
Állandóan Európában Spanyolország, Portugália, Szardínia, Dél-Olaszország, Albánia, Görögország területén, illetve Kisázsiában és Észak-Afrikában él, de nyaranta megjelenik Franciaországban és a Duna medencéjében, illetve torkolatvidékén is. A Kárpát-medencében ritka kóborló.

## Megjelenése

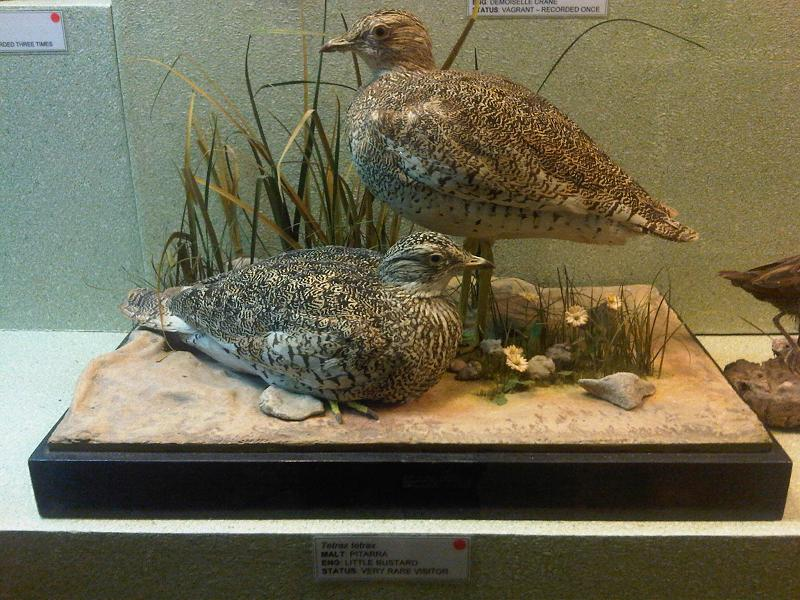
Kitömött reznekek a máltai Vilhena Palace-hoz tartozó National Museum of Natural History-ban

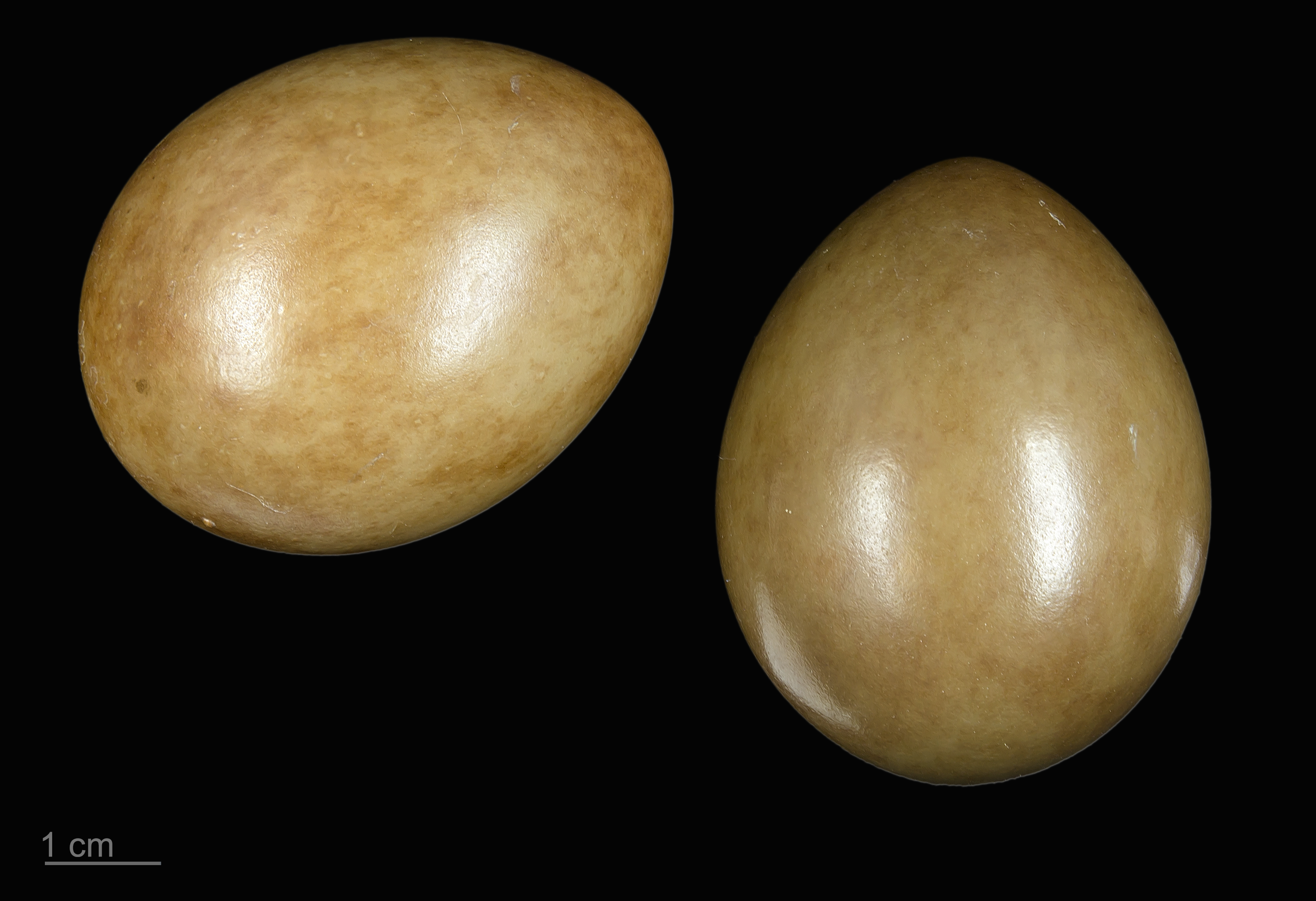
Tetrax tetrax

Testhossza 40–45 centiméter, szárnyfesztávolsága 105–115 centiméter, testtömege 700–950 gramm. A kakas nyaka fekete, rajta a fülétől a nyakon körbefutó sáv van. Begyén is széles fehér keresztsáv húzódik. Pofája sötétszürke, feje teteje világossárgás, barna foltokkal. Dolmánya világos vörhenyessárga alapszínen hullámos fekete keresztsávozással. Szárnya szegélye, felső és alsó farkfedői, valamint alsóteste fehér.

## Életmódja
A földön keresgéli rovarokból, kisemlősökből, lucerna-, lóhere-, repce leveleiből álló táplálékát.

## Szaporodása
Erdős és árvalányhajas, félmagas füvű sztyeppek talajára rakja fűszálakkal bélelt fészkét. 2-5 tojásán 20-21 napig kotlik.

## Védettsége

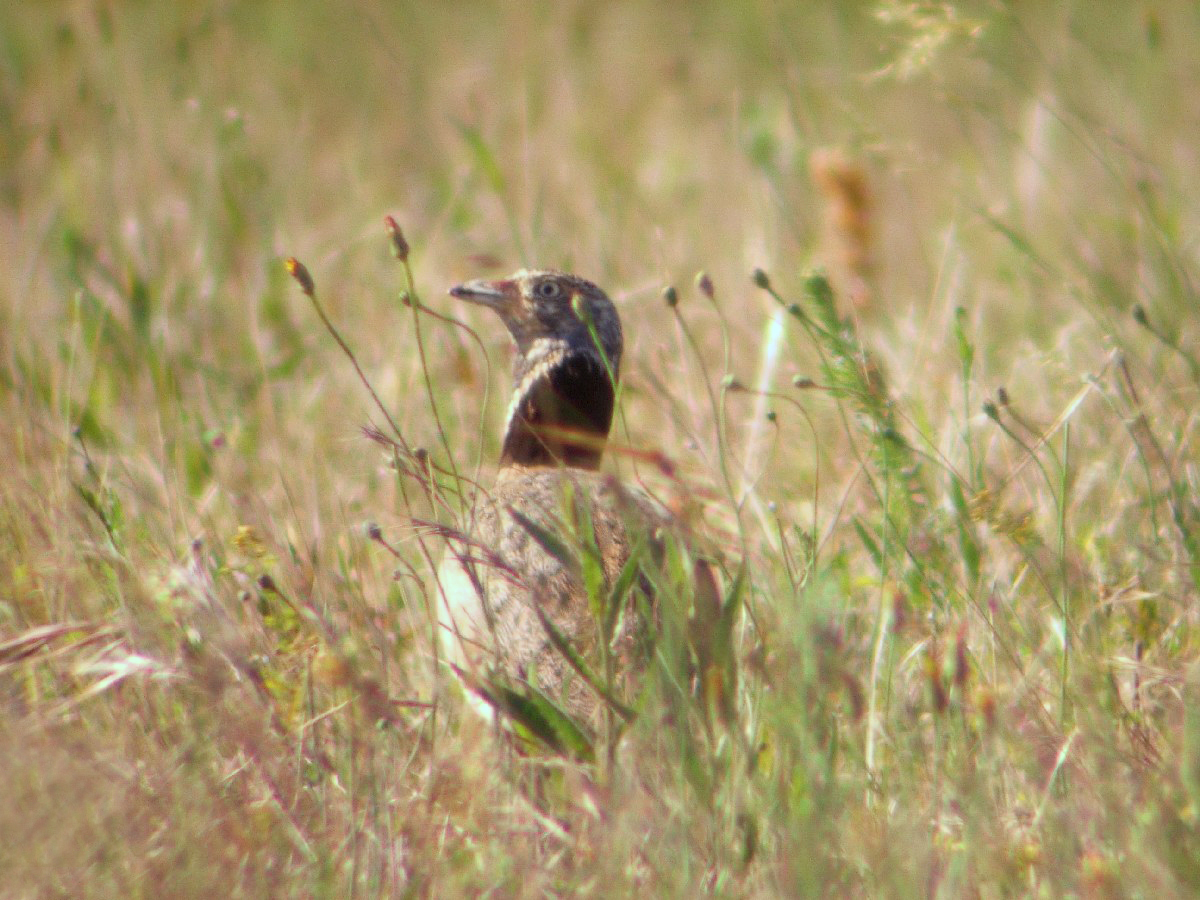
Hím reznek

A Nemzetközi Madárvédelmi Tanács (International Council for Bird Preservation, ICBP) túzokvédelmi csoportja a különösen veszélyeztetett túzokfajok közé sorolta a nagy túzokkal együtt.
A többi túzokfajhoz hasonlóan óvatos, az intenzív vadászat következtében ritka faj.